# آدام منتیا
آدام منتیا (انگلیسی: Adam Montoya؛ زادهٔ ۱۲ ژوئن ۱۹۸۴) یوتیوبر، و هنرپیشه اهل ایالات متحده آمریکا است. وی بین سال‌های ۲۰۰۹ تا ۲۰۱۸ میلادی فعالیت می‌کرد.